# Chrysomya yayukae
Chrysomya yayukae är en tvåvingeart som beskrevs av Hiromu Kurahashi och Magpayo 1987. Chrysomya yayukae ingår i släktet Chrysomya och familjen spyflugor. Inga underarter finns listade i Catalogue of Life.